# Луптюгское сельское поселение
Луптю́гское се́льское поселе́ние — муниципальное образование в составе Октябрьского района Костромской области России.
Административный центр — село Луптюг.

## История
Луптюгское сельское поселение образовано 30 декабря 2004 года в соответствии с Законом Костромской области № 237-ЗКО, установлены статус и границы муниципального образования.

## Население
| 2008 | 2010 | 2012 | 2013 | 2014 | 2015 | 2016 |
| ---- | ---- | ---- | ---- | ---- | ---- | ---- |
| 384  | ↘382 | ↘363 | ↘345 | ↘330 | ↘316 | ↘301 |
| 2017 | 2018 | 2019 | 2020 | 2021 |      |      |
| ↘296 | ↘282 | ↘258 | ↗262 | ↘254 |      |      |

## Состав сельского поселения
| № | Населённый пункт | Тип населённого пункта       | Население |
| - | ---------------- | ---------------------------- | --------- |
| 1 | Афонино          | деревня                      | ↗24       |
| 2 | Вторая Крутая    | деревня                      | →0        |
| 3 | Гурино           | деревня                      | →0        |
| 4 | Луптюг           | кордон                       | ↘13       |
| 5 | Луптюг           | село, административный центр | ↗364      |
| 6 | Морошкино        | деревня                      | ↗10       |
| 7 | Первый Содом     | деревня                      | ↗4        |
| 8 | Петрушино        | деревня                      | ↘14       |
| 9 | Черепаново       | деревня                      | ↗22       |